# Даниловское (Костромская область)
Даниловское — деревня в Красносельском районе Костромской области. Входит в состав Подольского сельского поселения.

## География
Находится в юго-западной части Костромской области на расстоянии приблизительно 3 км на восток по прямой от районного центра поселка Красное-на-Волге.

## История
В 1872 году здесь было учтено 19 дворов, в 1907 году отмечено было 49 дворов.

## Население
Постоянное население составляло 106 человек (1872 год), 216 (1897), 202 (1907), 19 в 2002 году (русские 63 %, цыгане 37 %), 80 в 2022.